# Jakut al-Hamavi
Jakut al-Hamavi (arap. ياقوت الحموي الرومي‎; punim imenom Jakut ibn Abdulah al-Rumi al-Hamavi, 1179. – 1229.), arapski životopisac i geograf iz Sirije poznat po enciklopedijskim radovima o islamskom svijetu. Toponimi iz njegova prezimena sugeriraju da je bio iz sirijskog grada Hame („al-Hamavi”) odnosno na moguće grčko podrijetlo („al-Rumi” - Rûm; neislamski svijet), a njegovo ime znači „rubin”. Jakut je prodan kao rob zbog čega se kasnije našao u Bagdadu. Njegov gospodar ga je kasnio dao obrazovati u Mervu, a potom i oslobodio nakon čega započinje seriju putovanja. Kasnije je zarađivao za život kopirajući i prodajući rukopise. Njegova enciklopedijska djela obuhvaćaju čak 33.180 stranica.

## Djela
- Kitab al-Buldan („Rječnik zemalja”)
- Mudžam al-udab („Rječnik pisaca”)
- Al-Muštarak vadha va al-Muftarak Saka (izdanje Ferdinanda Wüstenfelda iz 1845. g.)

## Poveznice
- Ibn Batuta

## Vanjske poveznice
- (engl.) Shining History: Yaqut's Dictionary of Countries